# 江本義数
江本 義数（えもと よしかず、1892年（明治25年）10月28日 - 1979年（昭和54年）5月18日）は、日本の微生物学者である。

## 経歴・人物
東京府東京市本所区（現在の墨田区）に生まれ、東京帝国大学理科大学（現在の東京大学理学部）に入学し植物学科に所属する。1917年（大正6年）に卒業後は17年の空白を経て1934年（昭和9年）に学習院大学の教授を務め同年理学博士を取得し、1953年（昭和28年）より学習院女子短期大学（2001年（平成13年）廃止）にて教鞭を執った。
退職後の1958年（昭和33年）には東京国立文化財研究所の調査研究員となり、1974年（昭和49年）に退所するまで16年間奈良県に出張し法隆寺金堂壁画の焼損した部分や高松塚古墳壁画の微生物調査や防除処理等の研究に携わる。研究員として活動した1961年（昭和36年）には学習院大学の名誉教授を称えられ、その後は国士舘大学にて教鞭を執った。子に江本義理がいる。

## 栄典
- 紺綬褒章（1974年）

## 著書
- 『日本変形菌原色図譜』